# Dendryphantes reimoseri
Dendryphantes reimoseri är en spindelart som beskrevs av Roewer 1951. Dendryphantes reimoseri ingår i släktet Dendryphantes och familjen hoppspindlar. Inga underarter finns listade i Catalogue of Life.